# つぐない (テレビドラマ)
『つぐない』は、2004年6月30日にTBS系列「水曜プレミア　特別企画」枠で放送されたテレビドラマである。

## あらすじ
7年前、ひとつの傷害致死事件が起こった。被害者も加害者も、周囲の人間も、悲しみからは逃げられなかった。
そして現在、ひとつの強盗殺人事件が起こった。それは、6年前の事件の真相が明らかになる始まりとなった。

## 出演
高津明彦 - 渡瀬恒彦
検事だったが埼玉地方検察庁で定年退官を迎える。公証人の話が来ていたが弁護士の河原の誘いを受けて弁護士に転じる。
池永耕一（ボクシングジム主宰・加害者） - ガッツ石松
元ライト級ボクサー。7年前、「些細な喧嘩」で人を死なせ、懲役7年の実刑判決を受け、秋田西刑務所で服役する。懲役6年目で仮釈放となる。
広岡和夫（池永が殺した被害者） - 市原清彦
旋盤工場を自営していた。経営は苦しく、外国人労働者を雇用していた。彼らのパスポートを取り上げていたらしく…。
広岡由美（広岡の娘） - 富田靖子
出版社で子供の絵本の編集者をしている。父の死のショックから立ち直れなかったことで夫の浮気の原因を作ってしまい、離婚後一人息子と暮らしている。
武田良介（由美の元夫） - 金山一彦
広岡大樹（由美・良介の一人息子） - 塩顕治
小林美津子（池永の内縁相手） - 原田美枝子
事件当時はバー経営。事件後は池永と別れ故郷の横須賀市に戻り、独りで池永の子を産み育てる。
小林由香（美津子と池永との娘） - 黒岩伶奈
戸籍上は小林との実子になっている（養子縁組ではない）。
小林誠（塗装工・美津子の現在の夫） - モト冬樹
美津子が池永と別れたのちに出逢った（美津子の過去の全てを承知の上で夫婦になった）。
徳山（美津子のバーに納品していた酒屋主人） - 浅見小四郎
大崎 - 片桐竜次
かつて広岡の工場で働いていたが、事件後は独立して旋盤工場を自営している。
高津沙織（高津の娘） - 今村理恵
宇田川（浦和北署 刑事） - 乱一世
ムンナ（強盗殺人事件加害者） - アベディーン・モハメッド
池永のボクシングジムの練習生。将来を嘱望されていた。
小川（強盗殺人事件・関係者） - 能見達也
日野理香子（強盗殺人事件・被害者の妻） - 梅沢昌代
河原勇男（弁護士） - 大滝秀治
6年前、国選弁護人として池永の弁護を担当していた。高津を弁護士の道に誘った。
花村（河原の事務所の職員）- 鷹城佳世
井口とよ（高津を刺した、被告の母） - 披岸喜美子
高津が札幌地方検察庁の赴任の時、強盗殺人事件の23歳の被告に対し初めて死刑論告求刑を書き、求刑通り死刑判決が出た。その判決の後、高津を刺した。
磯村（池永のムショ仲間） - 掛田誠
江本 - 山本哲也
遠藤浩史、中山弟吾朗、千田孝康、境賢一、江道信、斎藤岳、徳秀樹、高倉百合子、おぎのきみ子、佐倉徹、砂川直人、向井恭介、末留孝之、渡辺火山、北山真理、古賀道枝、関口徹哉、菊池玲音、菊池展理子、菊池光二　ほか

## スタッフ
- 脚本：安井国穂
- 監督：村田忍
- 音楽：原正美
- 選曲：合田豊
- 法律監修：本村健太郎
- 殺陣：車邦秀
- 技術協力：バル・エンタープライズ
- 編集：3one
- スタジオ：砧スタジオ
- プロデュース：木村理津（TBS）、小椋正樹（ニューウェーブ）、南条記良（ニューウェーブ）
- 制作：ニューウェーブ、TBS

## 主題歌
- 「誕生」中島みゆき